# Sharda Sahai
Sharda Sahai (* 1935 in Benares; † 20. November 2011 in London, Vereinigtes Königreich) war ein indischer Tablaspieler.

## Leben
Sahai war ein direkter Nachkomme des Gründers der Benares-Gharana für das Tablaspiel Ram Sahai. Den ersten Unterricht hatte er bei seinem Vater Bhagvati Sahai. Ab 1946 war er Schüler von Kanthe Maharaj, der seinerseits bei seinem Großvater Baldeo Sahai studiert hatte. Seit dem neunten Lebensjahr trat er professionell als Begleitmusiker und Solist auf. Seinen ersten großen Auftritt hatte er sechzehnjährig bei der Italee Music Conference in Kalkutta mit dem Sarodmeister Ali Akbar Khan.
In der Folgezeit trat er bei Musikkonferenzen und Festivals mit den bedeutendsten Vertretern der klassischen nordindischen Musik auf. Das All India Radio verlieh ihm 1965 den Status A Grade Artist. In dessen National Program begleitete er Vertreter der klassischen nordindischen Musik wie die Sitarspieler Ravi Shankar, Vilayat Khan und Nikhil Banerjee, die Sarodspieler Ali Akbar Khan und Amjad Ali Khan, den Geiger Vishnu Govind Jog und die Tänzer Gopi Krishna, Birju Maharaj und Sitara Devi. Im gleichen Jahr gründete er in Benares die Musikschule Pandit Ram Sahai Sangit Vidyalaya.
Ab Februar 1970 unternahm Sahai mit Amjad Ali Khan eine Tournee durch die USA, Europa und Kanada. Im September des Jahres wurde er Artist in Residence im World Music Program der Wesleyan University, wo er fünf Jahre blieb. Daneben unterrichtete er als Gastprofessor an der Brown University und an der Berklee School of Music. Später gab er Sommerkurse in den USA und Kanada, leitete die britische Niederlassung seiner Musikschule Pandit Ram Sahai Sangit Vidyalaya, die er 1987 mit dem Musikethnologen Frances Shepherd gegründet hatte, war sechs Jahre Senior Lecturer am Dartington College of Arts und unterrichtete Tabla an der Leeds University und der Oxford University.
Obwohl ein Vertreter der klassischen nordindischen Benares-Gharana, beherrschte Sahai auch andere Musikstile. So trat der mit dem südindischen Geiger L. Shankar und den südindischen Mridangamspielern Shivaraman, T. Sankaran und R. Raghavan ebenso auf wie mit dem westlichen Avantgardemusiker John Cage und der Perkussionsgruppe Nexus. Bei der Expo 86 in Kanada, der World Expo 88 in Australien und beim Commonwealth Drum Festival in England trat er mit dem World Drum Ensemble auf, einem Ensemble von mehr als 100 Musikern aus aller Welt.
Schüler Sharda Sahais sind unter anderem sein Sohn Sanju Sahai, Deepak Sahai, Dinanath Mishra, Kishore Kumar Mishra, Shiam Kumar Mishra, Ramu Pandit, Shiv Sahai, Gobin Mishra, Ram Borgaokar, Dheeraj Mishra, Sumeet Mishra, Bob Becker, Ray Dillard, Niel Golden, Frances Shepherd, Jeff Deen, Todd Hammes, Ravi Singh, Tim Richards, Bhupinder Singh, Caroline Howard-Jones, Anjan Saha, Eric Phinney und Payton MacDonald.